# Пересека (Гомельская область)
Пересека (бел. Перасека) — посёлок в Дворецком сельсовете Рогачёвского района Гомельской области Беларуси.

## География

### Расположение
В 25 км на запад от районного центра и железнодорожной станции Рогачёв (на линии Могилёв — Жлобин), 146 км от Гомеля.

### Гидрография
На юге мелиоративный канал.

## Транспортная сеть
На автодороге Бобруйск — Гомель. Планировка состоит из короткой прямолинейной улицы меридиональной ориентации, застроенной деревянными усадьбами.

## История
Основан в начале XX века переселенцами из соседних деревень. Наиболее активная застройка велась в 1920-х годах. В 1931 году жители вступили в колхоз. Согласно переписи 1959 года в составе совхоза «Дворец» (центр — деревня Дворец).

## Население

### Численность
- 2004 год — 19 хозяйств, 65 жителей.

### Динамика
- 1925 год — 13 дворов.
- 1959 год — 43 жителя (согласно переписи).
- 2004 год — 19 хозяйств, 65 жителей.